# Sollevamento pesi ai Giochi della XXI Olimpiade - Pesi gallo
La competizione della categoria pesi gallo (fino a 56 kg) di sollevamento pesi ai Giochi della XXI Olimpiade si è svolta il giorno 19 luglio 1976 all'Aréna Saint-Michel di Montréal.

## Regolamento
La classifica era ottenuta con la somma delle migliori alzate delle seguenti 2 prove:
- Strappo
- Slancio

Su ogni prova ogni concorrente aveva diritto a tre alzate. In caso di parità vinceva il sollevatore che pesava meno.

## Risultati
| Pos.    | Atleta               | Nazione        | Peso Atleta | Strappo | Strappo | Strappo | Strappo | Slancio | Slancio | Slancio | Slancio | Totale |
| Pos.    | Atleta               | Nazione        | Peso Atleta | 1       | 2       | 3       | Tot     | 1       | 2       | 3       | Tot     | Tot    |
| ------- | -------------------- | -------------- | ----------- | ------- | ------- | ------- | ------- | ------- | ------- | ------- | ------- | ------ |
| Oro     | Norajr Nurikjan      | Bulgaria       | 55,70       | 110,0   | 115,0   | 117,5   | 117,5   | 140,0   | 145,0   | 152,5   | 145,0   | 262,5  |
| Argento | Grzegorz Cziura      | Polonia        | 55,85       | 110,0   | 115,0   | 117,5   | 115,0   | 137,5   | 142,5   | 142,5   | 137,5   | 252,5  |
| Bronzo  | Kenkichi Andō        | Giappone       | 55,85       | 107,5   | 112,5   | 112,5   | 107,5   | 142,5   | 147,5   | 147,5   | 142,5   | 250,0  |
| 4       | Leszek Skorupa       | Polonia        | 56,00       | 107,5   | 107,5   | 112,5   | 112,5   | 137,5   | 137,5   | 142,5   | 137,5   | 250,0  |
| 5       | Imre Földi           | Ungheria       | 55,75       | 105,0   | 105,0   | 107,5   | 105,0   | 130,0   | 137,5   | 140,0   | 140,0   | 245,0  |
| 6       | Bernhard Bachfisch   | Germania Ovest | 56,00       | 100,0   | 105,0   | 107,5   | 105,0   | 132,5   | 137,5   | 140,0   | 137,5   | 242,5  |
| 7       | Carlos Lastre        | Cuba           | 54,95       | 105,0   | 110,0   | 110,0   | 105,0   | 135,0   | 140,0   | 140,0   | 135,0   | 240,0  |
| 8       | Fazlollah Dehchoda   | Iran           | 55,90       | 100,0   | 105,0   | 107,5   | 105,0   | 130,0   | 135,0   | 135,0   | 135,0   | 240,0  |
| 9       | Jean-Claude Chavigny | Francia        | 55,90       | 95,0    | 100,0   | 102,5   | 102,5   | 127,5   | 132,5   | 137,5   | 132,5   | 235,0  |
| 10      | Fejzollah Naseri     | Iran           | 55,85       | 100,0   | 100,0   | 105,0   | 100,0   | 132,5   | 132,5   | 135,0   | 132,5   | 232,5  |
| 11      | Muhammad Manzoor     | Pakistan       | 55,35       | 90,0    | 95,0    | 95,0    | 95,0    | 122,5   | 130,0   | 130,0   | 130,0   | 225,0  |
| 12      | Serge Stresser       | Francia        | 55,60       | 97,5    | 102,5   | 102,5   | 97,5    | 127,5   | 132,5   | 132,5   | 127,5   | 225,0  |
| 13      | Arturo del Rosario   | Filippine      | 55,90       | 92,5    | 100,0   | 100,0   | 92,5    | 125,0   | 130,0   | 132,5   | 130,0   | 222,5  |
| 14      | Mahmud Maszall       | Egitto         | 55,75       | 90,0    | 95,0    | 95,0    | 90,0    | 120,0   | 125,0   | 127,5   | 127,5   | 217,5  |
| 15      | Edgar Tornez         | Guatemala      | 55,45       | 95,0    | 100,0   | 100,0   | 95,0    | 120,0   | 125,0   | 125,0   | 120,0   | 215,0  |
| 16      | Paulo de Sene        | Brasile        | 55,70       | 92,5    | 97,5    | 97,5    | 92,5    | 122,5   | 127,5   | 127,5   | 122,5   | 215,0  |
| 17      | Ezequiel Sánchez     | Colombia       | 55,95       | 82,5    | 87,5    | 87,5    | 87,5    | 122,5   | 122,5   | 130,0   | 122,5   | 210,0  |
| –       | Jirō Hosotani        | Giappone       | 54,70       | 100,0   | 105,0   | 105,0   | 100,0   | 145,0   | 145,0   | 145,0   | -       | DNF    |
| –       | Imre Stefanovics     | Ungheria       | 55,55       | 102,5   | 107,5   | 107,5   | 102,5   | 135,0   | 135,0   | 135,0   | -       | DNF    |
| –       | Han Gyong-si         | Corea del Nord | 55,95       | 110,0   | 115,0   | 115,0   | 110,0   | 140,0   | 140,0   | 142,5   | -       | DNF    |
| –       | Karel Prohl          | Cecoslovacchia | 55,85       | 107,5   | 107,5   | 107,5   | -       | -       | -       | -       | -       | DNF    |
| –       | Yves Carignan        | Canada         | 55,80       | 102,5   | 102,5   | 102,5   | -       | -       | -       | -       | -       | DNF    |
| –       | Kurt Pittner         | Austria        | 55,95       | 100,0   | 100,0   | 100,0   | -       | -       | -       | -       | -       | DNF    |
| –       | Naftaly Parrales     | Nicaragua      | 54,55       | 75,0    | 75,0    | -       | -       | -       | -       | -       | -       | DNF    |